# Йорданка Манолова
Йорданка Димитрова Манолова е българска шивачка и модна дизайнерка.

## Биография
Родена е на 2 декември 1885 г. в Пазарджик. Баща ѝ Димитър Кацарски е майстор бъчвар, а майка ѝ Иванка Кацарска е участничка в Априлското въстание. Остава сираче и от 12-годишна възраст започва да работи по чужди къщи, за да изхранва голямото семейство. От тогава са и първите ѝ опити да шие. Завършва начално образование. Получава майсторско свидетелство през 1914 г. от Пловдивската търговско-индустриална камара, както и удостоверение за завършен курс на Професионалното училище в София на Мария Калъпчиева от 1912 г. Тя е една от първите гражданки на Пазарджик, която доставя модерен железен стан за тъкане на фини копринени платове. Оценена е като най-добрата модистка в Пазарджик, но е търсена и в Пловдив и София. Избирана е в ръководството на Централния съюз на занаятчийските сдружения в София. В ателието ѝ, намиращо в дома ѝ на ул. „Кочо Христов“ 2 по нейна инициатива, заедно с група колежки образуват Дамския отдел на шивашката кооперация „Георги Димитров“. Води ежегодно курсове, като често пъти събираната такса е предоставяна на Женското дружество „Просвета“ в Пазарджик, а след Деветосептемврийския преврат – на Отечествения фронт. Ценен е и приносът ѝ в областта на шивашкото изкуство. Съставя и издава „Ръководство по кроячество и шев на горни дамски и детски дрехи“ от 1923 г. Активна членка е на Женското благотворително дружество „Просвета“ в Пазарджик, постоянна членка на настоятелството и дългогодишна касиерка. През 1905 г. се омъжва за Владимир Попманолов, по професия майстор-гладач, по-късно изучава художествена бродерия. Съпругът ѝ е роден в Пазарджик, в семейство на свещеник, на 17 октомври 1870 г., умира на 19 ноември 1944 г. Йорданка Манолова умира през 1971 г.
Личният ѝ архив се съхранява във фонд 530К в Държавен архив – Пазарджик. Той се състои от 79 архивни единици от периода 1892 – 1975 г.